# Union libre
Pour les articles homonymes, voir Union libre (homonymie).
Ne doit pas être confondu avec Concubinage ou Union civile.
L'union libre ou libre union est, en l'absence de régulation par la loi, et sans aucune reconnaissance religieuse ou civile, une union entre deux personnes dont l'amour est échangé librement.

## Concept
Le terme est utilisé depuis la fin du XIXe siècle pour décrire l’ouverture d’une relation libre d’amour partagé qui considère comme une forme d'esclavage l’idée d’un mariage idéal pour les humains.
Fidèle à la notion de la servitude et à la remise en grâce du mariage qui ont servi à la naissance de cette idée, la libre union n’est pour autant pas un manque de considération du mariage. Une relation permettant à des adultes de s'unir est légitimement un enrichissement relationnel qui est selon ce concept respectée.
Une grande partie de la tradition de l'anarchisme civique qui recherche la non-ingérence de l’institution religieuse ou de l'État civil dans les relations humaines, a permis l’ouverture du concept d’union libre.

### Distinction entre concubinage et union libre
Dans le droit français actuel, le concubinage fait l'objet d'une définition restrictivement relative et bénéficie d'un régime juridique, social et fiscal (limité toutefois).
Le droit à l’union libre n’est pas actuellement notifié : elle ne fait pas l'objet de texte, ni pour l’interdire, ni pour l'autoriser, ni pour la définir.
Toujours selon ce concept en France, toute personne majeure non unie ou bien unie par un contrat de PaCS ou par le mariage, peut construire sa vie dans la liberté de la façon dont elle la considère, avec une égale liberté de la forme de la relation amoureuse et du nombre de personnes de partage. Sont comprises les relations sexuelles, dès lors que celles-ci font l'objet d'un consentement mutuel. Ce fait, en l’état, peut être qualifié d'« union libre amoureuse ». Ce fondement est modeste et ne peut pas prétendre à apporter de la valeur.

### Position de l'Église catholique
Contrairement à une opinion populaire, n’est pas excommuniée une personne catholique divorcée vivant en union libre. Elle ne peut cependant pas recevoir les sacrements, ce qui introduit de facto une interdiction de communier. L'Église n'« [admet] pas aux sacrements les divorcés remariés, parce que leur état et leur condition de vie contredisent objectivement l'union d'amour entre le Christ et l'Église, qui est signifiée et mise en œuvre dans l'Eucharistie. Toutefois, les divorcés remariés, malgré leur situation, continuent d'appartenir à l'Église ».

## Historique

### Contrat de mariage par devant nature
En septembre 1787, « Contrat de mariage par devant nature » est le titre d'un conte adressé par Sylvain Maréchal à Lucile Duplessis (la future femme de Camille Desmoulins), alors âgée de dix-sept ans et dont il est amoureux : « Là, sans prêtres et sans notaire, / Sur un autel de gazon frais. / Au milieu d'un bois solitaire, / Ils s'unirent à peu de frais »,,. Lucile le recopiera dans son cahier.
L’utopiste et socialiste gallois Robert Owen (1771-1858) propose une anticipation de l’union libre et utilise également les écrits de Sylvain Marechal « contrat de mariage par devant nature » car il considère le concept exclusif du mariage comme une atteinte humaine au principe de propriété.
Pour la féministe et philosophe  originaire d’Angleterre, Mary Wollstonecraft (1759-1797) : « Le mariage est une affirmation de la suprématie de l'homme sur la femme [...] si j'aime un homme, je veux l'aimer en gardant toute ma liberté ».

### Le mouvement pour la liberté de l’amour
« Je crois que votre frère E. s'est trompé lorsqu'il vous répondit que «chez nos camarades, la question de l'union libre a peu d'importance». Au contraire, l'opinion est désormais fixée et l'importance capitale de la liberté complète, absolue de la femme en face du masculin est reconnue chez tous les anarchistes [...] Je puis dire qu'à mon avis la révolution est accomplie, le mariage officiel a virtuellement vécu. Il ne reste qu'à déblayer la voie. »
À la fin du XIXe siècle, en Europe et en Amérique du Nord, le mouvement en faveur de la liberté amoureuse combine des idées issues de l'anarchisme, du féminisme et de l’utopie du socialisme, de façon à attaquer l’hypocrisie de la morale sexuelle de l'ère victorienne ainsi que les institutions du mariage et de la famille, qui a l’époque sont vues comme un moyen d'asservir les hommes et les femmes.
Les défenseurs de la liberté amoureuse croient promouvoir, sans intervention de l’État, les unions sexuelles volontaires, et suggèrent le droit au plaisir sexuel pour les hommes aussi bien que pour les femmes. Ils soutiennent également les droits des professionnels du sexe et des personnes qui peuvent être homosexuelles.

### Élisée Reclus
L’un des artisans de la liberté de l’union, le géographe libertaire Élisée Reclus s’unit, en mai 1870, avec sa seconde compagne, Fanny, en un « mariage sous le soleil ».
Après le décès de Fanny, le 10 octobre 1875 à Zurich, il s'unit, sans formalité civile ou religieuse, librement avec l’amour de sa dernière compagne, Ermance Gonini. D’après les écrits, une déclaration est signée par les deux « époux » et leurs seize témoins. Ils passeronts ensemble les trente dernières années de leurs vies.
Le 14 octobre 1882, « sans permettre à la loi religieuse et civile de s'en occuper », « dans des conditions de vérité où les fiancés n'eurent point à faire de cérémonies civile ou religieuse en l'honneur d'une loi qui leur paraît injuste ou d'un culte qu'ils ne pratiquent point », il assiste à la libre union de ses deux filles avec des amis de son neveu Paul : Magali avec Paul Régnier et Jeannie avec Léon Cuisinier. À cette occasion, il prononce une allocution dans laquelle sont détaillées ses principales idées sur le mariage et l’éducation des enfants : « Ce n’est point au nom de l’autorité paternelle que je m’adresse à vous, mes filles, et à vous, jeunes hommes qui me permettez de vous donner le nom de fils. Notre titre de parents ne nous fait en rien vos supérieurs et nous n’avons sur vous d’autres droits que ceux de notre profonde affection ».

### Conservateurs de l’opposition
En 1905, lorsqu'Alfred Naquet publie Vers l'union libre, les tenants de la conservation de l’opinion, défavorable à l’union amoureuse en dehors des liens du mariage, font transparaître certains de leurs arguments. D’après la plume du philosophe George Fonsegrive : « Réduire le mariage au caprice des sens et proclamer la légitimité de l'union libre, c'est détruire la famille, c'est autoriser les plus graves désordres moraux, c'est ramener l'humanité à la promiscuité barbare [...], c'est rétrograder vers l'animalité »,.
En 1907, Léon Blum publie un essai intitulé Du mariage, dans lequel il fait l’éloge d'une sorte de libre union, avant le mariage, des jeunes gens. Il observe que « le mariage n'était pas une institution mauvaise, mais une institution mal réglée et dont on tire un mauvais parti, une institution [...] généralisée à l’excès, convenable à certains cas, à certains moments de la vie, mais non pas à tous ». Les fiançailles constituent précisément une période d'essai, moins contraignante, avant le mariage.

## Citations
- « [...] Anzoleto lui convenait parfaitement ; comme, depuis six ans, il ne s’était pas écoulé un seul jour sans qu’on les vît ensemble, ne cherchant point le mystère, et ne se querellant jamais, on avait fini par s’habituer à leur union libre et indissoluble. » - George Sand, Consuelo (1843).
- « Le souverain, c’est-à-dire le clergé, ne tolère pas ces unions libres qui abondent malheureusement chez nous. Lorsqu’une fille et un garçon vivent en communauté, la police les guette, les surprend, amène un prêtre et leur inflige la bénédiction nuptiale. » - Edmond About, Rome contemporaine (1861).
- « Singulière prétention de la part d’un homme [Goethe] qui avait craint si longtemps d’enchaîner sa liberté, qui ne se décidait qu’au bout de dix-huit ans à consacrer par le mariage son union libre avec Christiane Vulpius ! » - Alfred Mézières, Une page de la vie de Goethe (1872).
- « Bien que cette dernière ait vécu en union libre avec un homme respectable, mais de caractère indépendant, c’est une forteresse imprenable pour tous, car elle est vertueuse, oui, mes Révérends, elle est vertueuse ! » - Fiodor Dostoïevski, Les Frères Karamazov (1880).
- « N'ayant plus de lois, le mariage serait détruit. On s'unirait par penchant, par inclinaison et la famille se trouverait constituée par l'amour du père et de la mère pour leurs enfants. Si par exemple, une femme n'aimait plus celui qu'elle avait choisi pour compagnon, elle pourrait se séparer et faire une nouvelle association. En un mot, liberté complète de vivre avec ceux que l'on aime. Si, dans le cas que je viens de citer, il y avait des enfants, la société les élèverait c'est-à-dire que ceux qui aimeraient les enfants, les prendraient à leur charge. Avec cette union libre, plus de prostitution. » - Ravachol, Les mémoires de Ravachol (dictées à ses gardiens dans la soirée du 30 mars 1892).
- « Quand on a pris l’habitude de tolérer complaisamment les unions libres, l’adultère scandalise moins. » - Émile Durkheim, De la division du travail social (1893).
- « On affectait alors une plus grande morale et une grande pudeur et nos unions libres de maintenant étaient fort bannies : l’amour se faisait toujours par intermédiaires, ou se vendait en des marchés spéciaux. » - Albert Libertad, La légende de Noël Dédiée aux petits-enfants de l’an 3000 (ou plus) (1899).
- « À la servitude conjugale elle avait préféré les unions libres : la présence d’un mari manquait à ses journées vides, à ses soirées que la souffrance rend si longues. », Étienne Lamy, Une vie d’amour – Aimée de Coigny et ses mémoires inédits, (1902).